# Drslavice, Uherské Hradiště
Drslavice là một làng thuộc huyện Uherské Hradiště, vùng Zlínský, Cộng hòa Séc.